# 大豐坦
47°49′6″N 29°32′24″E / 47.81833°N 29.54000°E
大豐坦（烏克蘭語：Великий Фонтан）是位於烏克蘭西南部的村莊，由敖德萨州波季利斯克区的庫亞利尼克市鎮負責管轄。該村始建於1827年，面積0.4平方公里，海拔高度227米，2001年人口186，人口密度每平方公里465人。